# (12014) Bobhawkes
(12014) Bobhawkes est un astéroïde de la ceinture principale, découvert le 5 novembre 1996 par Spacewatch à Kitt Peak.